# Pseudoterpna armoraciaria
Pseudoterpna armoraciaria là một loài bướm đêm trong họ Geometridae.